# Jessica Bohórquez
Jessica Bohórquez (Bogotá, 9 de diciembre de 1995) es una presentadora, actriz y cantante colombiana, reconocida por participar en el programa de telerrealidad Factor Xs, por ser parte del elenco del programa infantil Tu planeta bichos y por presentar el programa juvenil Kick Off Teens. Actualmente sigue ligada profesionalmente al canal deportivo Win Sports, haciendo parte del programa de variedades Primer toque.

## Filmografía

### Como presentadora
- 2024 - Los Disruptivos
- 2024 - Inpulzivos
- 2021 - Zona Deportiva
- 2020 - Primer Toque
- 2018 - Kick Off Teens
- 2016 - Kids' Choice Awards Colombia - Alfombra naranja, Facebook live
- 2013 - 2017 - Tu planeta bichos
- 2007 - 2012 - Tu planeta bichos - Reportera del parche
- 2011 - K-POP By LG

### Reality
- 2007 - Factor Xs Grupo Rk Kids, Quinto Lugar - Participante

### Teatro
- Al Borde Del Abismo - Actuación, Protagónico - Alcaldía Mayor de Bogotá
- La Tempestad - Actuación, Protagónico - Casa Ensamble